# Formalismus (Kunstgeschichte)
Der Begriff Formalismus bezeichnet eine kunsthistorische Methode zur Interpretation eines Kunstwerkes. Der Wert des Werkes liegt dabei in der Autonomie der Form. Die formalistische Betrachtung von Kunst betont Qualitäten wie z. B. Komposition, Farbe, Linien und Textur. Inhaltliche Aspekte und Bezüge wie Thema, Entstehungsgeschichte des Werkes, historischer Kontext und Biografie des Künstlers, sind sekundär bzw. werden nicht behandelt. Die Formalisten, als wichtigste Vertreter Heinrich Wölfflin und Alois Riegl, strebten eine vergleichende Stilanalyse an, die frei von persönlicher Wertung sei und das hermeneutische Problem der Kunstgeschichte zu lösen vermöge.
Die formalistischen Ideen des 19. Jh. dienten der Modernen Malerei als Impuls, sich freier zu entfalten und auf die ästhetische Wirkung von Form und Struktur zu konzentrieren. Der Begriff des Formalismus lässt sich somit auch auf die Bildende Kunst ausweiten, z. B. auf die Abstraktion.

## Anfänge des Formalismus
Die Ursprünge des Formalismus sind bereits in der Antike zu finden, z. B. in dem Gedanken, dass das Universum von numerischen Beziehungen beherrscht wird. Der Begriff der Form verstand sich in der Antike als Qualität der Dinge, die allem innewohnt. Platon bspw. erklärt in seiner Ideenlehre die Wahrnehmung des 'eidos' (Gestalt oder Form) eines Dinges als ein bloßes Abbild des wirklich Seienden. Einige Kunsthistoriker sehen dabei die Form der Kunst als Blick auf die Wirklichkeit. Platons Schüler Aristoteles begriff die Kunst als ein Prozess der Formgestaltung analog zu den Prozessen der Natur.
Diese Überlegungen wurden in der Renaissance weiterentwickelt. Der humanistische Philosoph Benedetto Varchi definierte in einem Vortrag (Due lezzione, Florenz, 1550) über ein Sonette Michelangelos die Aufgabe des Bildhauers als „Zeichner“ des Wirklichen aus dem potenziellen Sein.
Im Zeitalter der Aufklärung entstand die Annahme, dass die Erfahrung eines Kunstwerks weder rein sinnlich noch rein rational sein könne, und dass eine ästhetische Erfahrung klar unterschieden werden müsse von anderen Erfahrungsarten. Bspw. bei der Betrachtung eines Gemäldes mit der Darstellung der Anbetung der Könige, ein bekanntes biblisches Bildmotiv, ist man geneigt, den religiösen Inhalt zu interpretieren und vernachlässige dabei, laut der frühen formalistischen Ideen, die ästhetische Erfahrung des Gemäldes.
Der Philosoph Immanuel Kant erkannte die Bedeutung des Formalismus in seiner Kritik der Urteilskraft (1790). So bestehe „in aller schönen Kunst das Wesentliche in der Form“. Des Weiteren räumte er ein, dass Schönheit als Symbol des Guten und die ästhetische Erfahrung eine moralische Resonanz hervorbringen könne.
Friedrich Schiller, die Ideen des Aufklärers Kants in Richtung der Romantik treibend, hob den geistig therapeutischen Charakter der ästhetischen Erfahrung der Form und deren Möglichkeit, die widersprüchlichen Aspekte der menschlichen Natur in Einklang zu bringen, hervor. Er sah sogar die Ästhetik als ein Instrument der sozialen und politischen Reformen.
Bevor der Formalismus als kunsthistorischer Ansatz geprägt wurde, war er vielmehr, wie aus seiner Geschichte hervorgeht, ein Thema der Philosophie und insbesondere der Ästhetik. Dies ist damit zu begründen, dass die Kunstgeschichte selbst erst im 19. Jh. ihre Eigenständigkeit unter den akademischen Disziplinen behaupten konnte.
John Ruskin, u. a. Kunsthistoriker, führte mit The Stones Of Venice (London 1851) die deskriptive Formanalyse zu ihrem ersten Höhepunkt. Anhand venezianischer Kapitelle leitete Ruskin abstrahierte Grundformen ab, konvexe und konkave Linien. Daraus folgerte er soziale Bedingungen der jeweiligen Zeit.
1890 schrieb der französische Maler Maurice Denis in seinem Artikel Définition du Néo-Traditionnisme, dass ein Gemälde im Wesentlichen eine Oberfläche sei, bedeckt von Farben in einer bestimmten Ordnung. Denis sah die Malerei, Skulptur oder Zeichnung selbst als bedeutend an, nicht das Thema der künstlerischen Arbeit. Die Betonung der Form eines Werkes brachte den Bloomsbury Kunstkritiker Clive Bell dazu, in seinem 1914 erschienenen Buch Art, zwischen der wirklichen und der 'bedeutenden’ Form zu unterscheiden. Die Techniken eines künstlerischen Mediums hielten dabei das Essentielle des Werkes fest (die 'bedeutende' Form) und nicht nur die bloße äußere Erscheinung.

## Entstehung als kunsthistorische Methode (19. Jh.)

### Heinrich Wölfflin
Wölfflin (1864–1945) strebte, mit dem Bedürfnis der Kunstgeschichte eine feste Basis zu geben, eine vergleichende Formanalyse und Stilgeschichte an. Diese sollte frei von persönlichem Werturteil sein.
Die Frage, was es möglich macht, einen Stil zu erkennen, lag für Wölfflin in der visuellen Erscheinung eines Kunstwerkes (Form) und der menschlichen Wahrnehmung. Nach der Wahrnehmungspsychologie, die in Wölfflins Zeit begründet wurde, bestimme die eigene Sinnesleistung der Organe die optische Erkenntnis. Wölfflin übertrug die Geschichte des Sehens auf die Form- und somit Stilentwicklung. Sowie sich die Wahrnehmung eines Neugeborenen zum Erwachsenen in Stadien entfalte, so würde sich nach Wölfflin auch die Form entwickeln.
Wölfflin unterschied zunächst in verschiedene Stile, um sein Beschäftigungsfeld abzugrenzen:
- Individueller Stil (subjektives Sehen und Temperament-bedingte Malweise eines Künstlerindividuums)
- Gruppen-Stil (gemeinsame Formensprache einer Schule, eines Landes, Kulturkreises)
- Zeit-Stil (übergeordnete, 'reine' Formensprache)

Letzterer war für Wölfflin von Bedeutung, da man nur an ihm die größeren Entwicklungslinien aufzeigen könne. Im Wandel der Form von einem 'Zeit-Stil' zum nächsten sei der Wandel der Lebensideale bzw. Weltanschauung erkennbar. Daher ist es im Sinne Wölfflins nötig, seine Methodik vergleichend auf zwei Kunstwerke anzuwenden, weil nur so der gravierende Unterschied zweier Stile deutlich werden würde.
Als 'Handwerkszeug' dienen dazu seine fünf Begriffspaare, u. a. Linear und Malerisch (weitere siehe Heinrich Wölfflin), die er beispielhaft für Werke der Renaissance und des Barock verwendet. Wie in der Sehgeschichte, vollzieht sich der Wandel vom Einfachen, Flächigen und Objektumrissenen zum Räumlichen und Komplexen, vereint in den jeweils der Einfachheit (Lineare) bzw. Komplexität (Malerische) zugeordneten Begriffen. In der Kunst verlaufe diese Entwicklung zyklisch, einer einfachen Formensprache (Bsp. Renaissance) folge eine komplexe Formenfülle (Barock) und rufe daraufhin den Wunsch zur Rückbesinnung auf die Einfachheit (Klassizismus) hervor.

### Alois Riegl
Alois Riegl (1858–1905), Vertreter der Wiener Schule der Kunstgeschichte, ist der zweite große Formalist des 19. Jh. Seine größten Verdienste werden jedoch in der Beschäftigung mit der Denkmalpflege, den sogenannten 'Verfallsepochen', dem Kunstgewerbe und seiner vergleichenden empirischen Kunstgeschichte gesehen, die in neuen Erkenntnissen der Stilgeschichte gipfelten (siehe Alois Riegl).
Im Zentrum seiner Theorie steht der nur schwer fassbare Begriff des Kunstwollens. Hans Sedlmayr, der die Einleitung zu Alois Riegl. Gesammelte Aufsätze schrieb, definiert ihn als reale Kraft, der die Stiländerungen nicht nur erkläre, sondern deren Ursprung sei.
Seine Theorie wird von ähnlichen formalistischen Annahmen und Zielen wie die Wölfflins gestützt:
- Entwicklung der Form aus sich selbst heraus (Unabhängigkeit von Künstlergenies)
- Verknüpfung der Formentwicklung (Stilgeschichte) mit Wahrnehmungsgeschichte
- Der Ehrgeiz Kunstgeschichte als akademische Disziplin zu etablieren
- Ablehnung einer Metaphysik z. B. nach Hegel

Er unterteilt ebenso in Begriffspaare bzw. Kategorien wie Wölfflin. Sie beschreiben immer auch geistige Einstellung (Vorliebe) der Träger des Kunstwollens, sowie dessen Grundformen und Ziele. Es vollzieht sich also eine Entwicklung der Stile, Wahrnehmung und Formen vom Einfachen zum Komplexen aus einer „inneren Naturnotwendigkeit“ (oder „innerem Schicksal“). Hier nur einige Beispiele für seine Begriffe:
- optisch (fehlende Raumwahrnehmung) – haptisch ('greifbar' räumlich, körperlich)
- nahsichtig – fernsichtig
- objektiv – subjektiv
- organisch – kristallin usw.

Im Gegensatz zu Wölfflin findet Riegl eine Erklärung für Werke, die sich aus seiner Stilgeschichte ausnehmen. Stile entwickeln sich nicht nur nebeneinander, sondern durchdringen sich gegenseitig und so kommt es zu „zufälligen Momenten“ (Anachronismus und Antizipation). Sein „Ideengebäude“ ist in all seinen Werken enthalten, in einer Theorie zusammengefasst wurde es jedoch erst posthum in Historische Grammatik der bildenden Künste (Böhlau 1966).

## Moderner Formalismus

### Clement Greenberg
Clement Greenberg (1909–1994), einer der einflussreichsten US-amerikanischen Kunstkritiker des 20. Jh., strebte stets eine Beurteilung von Kunst an, die nur auf unmittelbar Wahrnehmbarem beruhen solle. Er teilt somit die formalistische Grundannahme. Er konzentrierte sich im Wesentlichen auf Materialien und Techniken, die bei der Entstehung eines Kunstwerkes verwendet wurden.
Aus seinem Interesse für die Form erwächst seine besondere Wertschätzung der Modernistischen Malerei, die er im gleichnamigen Essay von 1960 begründet. Im Prozess der Selbstkritik, dem Charakteristikum der Modernistischen Malerei, stellt sich die Malerei den Problemen, die sich aus ihrem eigenen Medium ergeben, und behauptet somit ihre Eigenständigkeit und Selbstbestimmung unter den Künsten. Die Besonderheit des Mediums Malerei liegt in der unvermeidlichen Flächigkeit. Vor allem Abstrakte Malerei gäbe sich nach Greenberg keiner Raumillusion hin und zeige nur die Wirklichkeit, die Verteilung der Farben auf die Bildfläche („Art for Art“).
Von den künstlerischen Folgen seines Programmes enttäuscht, der radikalen Entledigung alles Unnötigen, wandte er sich von der Selbstkritik ab und forderte die Beurteilung von Kunst nach ihrer Qualität. Diese Qualität wiederum ließe sich nur anhand des Visuellen beurteilen, also den formalen Eigenschaften eines Kunstwerkes.

## Kritik am Formalismus
Eine der Gemeinsamkeiten zwischen Riegl und Wölfflin, die These der Wahrnehmungs- und Formentwicklung, wurde klar widerlegt. Im Fall von Riegl belastete diese Annahme seine Theorie nachhaltig durch Ablehnung und Missverständnisse, obwohl sie nur ein geringer Teil seiner Lehren war. Dies ist ein Grund, warum sie teilweise in Vergessenheit geraten sind und nur wenige seiner Begriffe noch heute in der Kunstgeschichte existieren. Doch für die Kunstgeschichte des 19./20. Jh. bedeuteten seine und Wölfflins Begriffe erstmaliges Verstehen bzw. Erklären der Wesenszusammenhänge, anstatt bloßes Konstatieren der Stilformen. Weitere Kritik wurde an dem Fehlen des sozialen Kontexts geübt, der sich jedoch bei beiden indirekt in der Darstellung der 'Weltanschauung' durch die Form ausdrückt. Ein kunsthistorischer Einwand bezieht sich auf die Ungenauigkeit und Unvollständigkeit der Begriffe, die einer Erweiterung oder auch Neudefinierung bedürfen.
Wölfflins Methode unterliegt zudem einem Zirkelschluss, da sich die Begriffe aus der empirischen Beschäftigung mit den Werken der Renaissance und des Barock ableiten. Im Gegensatz zu Riegl ließ Wölfflin auch weniger Freiraum für Kunst, die nicht in sein Schema passte. Die Frage, ob Wölfflins Begriffe überhaupt das „Wesentliche“ der Stilentwicklungen treffen, sei dahingestellt, denn sie dienen weiterhin als Bezugspunkte für Kunsthistoriker wie Wilhelm Worringer, Hans Sedlmayr und Otto Pächt.
Letztendlich bestand im weiteren Verlauf der Kunstgeschichte ab etwa 1918 kein besonderes Interesse mehr am Formalismus oder anderen großen Methoden, z. B. der Ikonographie von Erwin Panofsky. Es stärkte sich die Annahme, dass die Darstellung der gesamten Stilgeschichte durch eine diachrone Methode unmöglich sei und zu einer mehr oder weniger falschen Vereinfachung führe. Auch das Ziel, in der Kunst „Weltanschauungen“ aufzuzeigen, verlagerte sich in andere Disziplinen:
„Diesen Zusammenhang zwischen bildender Kunst und Weltanschauung im Einzelnen nachzuweisen, wäre nun nicht die Sache des Kunsthistorikers, sondern diejenige – und zwar die eigentliche Zukunftsaufgabe – des vergleichenden Kulturhistorikers.“
Es folgten weitere Ansätze, die sich mit der synchronen Betrachtung und Detailstudien begnügen mussten. Der Begriff des kunsthistorischen Formalismus betrifft daher im Wesentlichen nur die Modelle von Wölfflin und Riegl, wird aber nach deren Ende auch als Bezeichnung für eine formalistische Grundeinstellung genutzt, wie bei Greenberg.
Greenbergs Forderung, Werke strikt nach ihrer Form zu beurteilen, würde in letzter Konsequenz zum Ausschluss der Geistigkeit, dem intellektuellen Inhalt, der Kunst führen. Betrachtung von Kunst allein durch ein „reines Auge“, wie es Greenberg formuliert, ist jedoch unmöglich. Seine Richtung des Formalismus wird daher von vielen Kunsthistorikern als dogmatisch gesehen und fand somit, ähnlich wie Wölfflins und Riegls Methoden, keine bestehende Zustimmung.
Dennoch provozieren und interessieren ihre Gedanken bis in die heutige Zeit, was z. B. in der Veröffentlichung von Caroline A. Jones, Eyesight Alone. Clement Greenberg’s Modernism and the Bureaucratization of the Senses deutlich wird.